# Villa di Viteccio
La villa di Viteccio (villa Sergardi) si trova nell'omonima località compresa nel comune di Sovicille, in provincia di Siena.

## Storia e descrizione

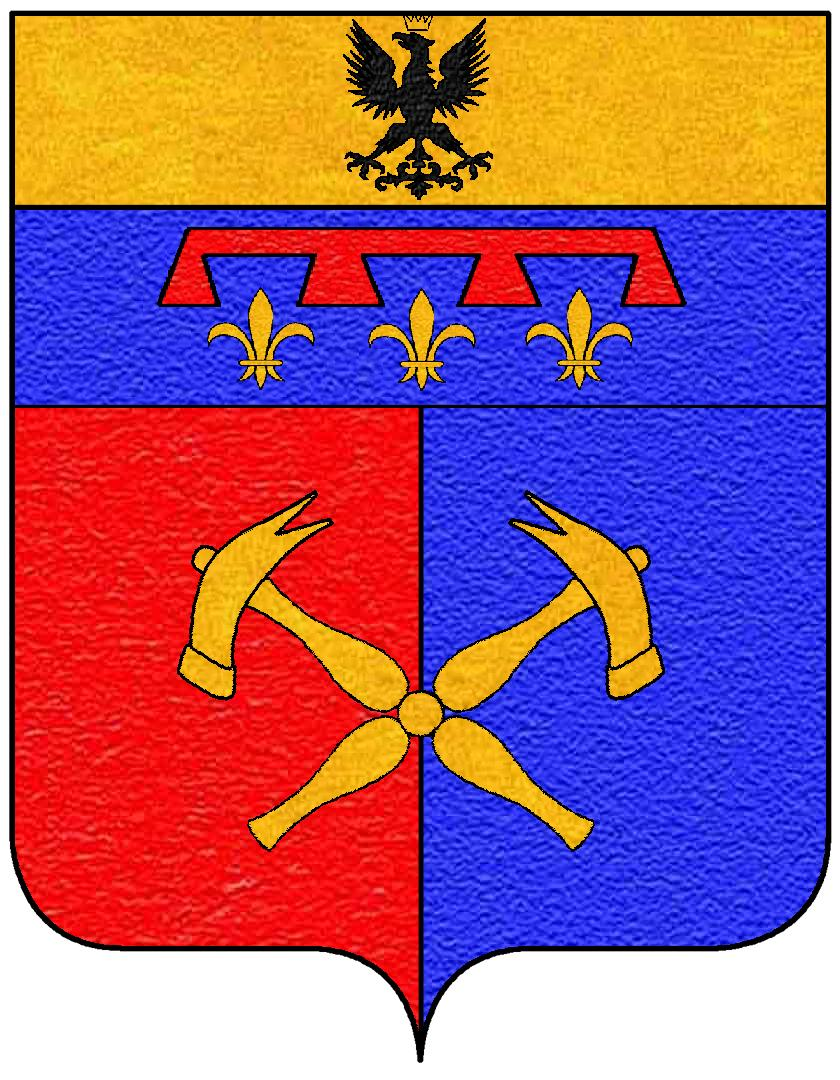
Stemma Sergardi

La villa, nello stato in cui ci è pervenuta, mostra l'ascendenza da un precedente edificio medievale, forse un castello medievale, ubicato dove esisteva un comunello del contado senese, già risalente perlomeno alla prima metà del XIII secolo, poi saccheggiato e arso nel 1554 dalle truppe spagnole di Carlo V, durante una rappresaglia particolarmente rabbiosa. La sua massiccia struttura, coerente anche con la tipologia della Villa fino all'età barocca, presenta una forma quadrata e un'alta base a scarpa, e reca tracce ancora distinguibili dell'ultimo ordine di finestre, di cui una ad arco acuto ed un'altra ad arco ribassato.
Col nome di Casino Sergardi fu dimora di campagna (Tenuta di 800 ettari) della famiglia Sergardi (poi Fineschi Sergardi) ed in particolare del Senatore Tiberio Sergardi, patriota italiano, Gonfaloniere di Siena al momento del Plebiscito, per l'unione di Siena al nascente Regno d'Italia. La famiglia la vendette nella prima metà del XX secolo.